# Soodoma
Soodoma är en ort i Estland. Den ligger i Kanepi kommun och landskapet Põlvamaa, i den södra delen av landet, 200 km sydost om huvudstaden Tallinn. Soodoma ligger 140 meter över havet och antalet invånare är 179.
Terrängen runt Soodoma är platt. Runt Soodoma är det glesbefolkat, med 11 invånare per kvadratkilometer. Närmaste större samhälle är Võru, 18,7 km sydost om Soodoma. I omgivningarna runt Soodoma växer i huvudsak blandskog.